# Virtuos
Virtuos ist ein 2004 in Shanghai gegründeter Entwickler von Computerspielen mit Hauptsitz in Singapur und 15 weiteren Niederlassungen in Asien, Europa und Nordamerika. Spezialisiert auf Outsourcing-Auftragsarbeiten anderer Entwickler hat Virtuos im Hintergrund diverser namhafter Titel, wie XCOM: Enemy Unknown, Assassin’s Creed, Dark Souls Remastered, BioShock Remastered, Call of Duty: Black Ops 4 und Battlefield V mitgewirkt.

## Geschichte
Gilles Langourieux kam als Managing Director von Ubisoft nach China, um den Unternehmenssitz des französischen Spieleentwicklers in Shanghai aufzubauen. Im Jahr 2004 kehrte er dorthin zurück um Virtuos zu gründen, auf Grundlage umfassender Kenntnisse der neuen Konsolengeneration aus PlayStation 3 und Xbox 360. Er sah wachsenden Bedarf für das Auslagern von Portierungs- und anderer Entwicklerarbeiten bei anderen großen Spieleentwicklern, wie seinem ehemaligen Arbeitgeber, und richtete das neu gegründete Unternehmen vollständig darauf aus. 
Zu den ersten Auftraggebern gehörten Ubisoft und Gameloft. Zu den weiteren Geschäftspartnern gehören Activision, Electronic Arts, Microsoft, Sony, Square Enix und Rockstar Games. Weitere Standorte eröffnete das Unternehmen unter anderem in Singapur, das zum Unternehmenshauptsitz wurde, in Ho Chi Minh City, Xi’an, Paris und Dublin.
Obwohl das von Virtuos entwickelte Oblivion Remastered als Erfolg gilt, wurde im Juli 2025 die Entlassung von 270 Angestellten bei Virtuos angekündigt. Als Grund wurden strukturelle Änderungen in der Videospiel-Branche angeführt.